# José Vida Soria

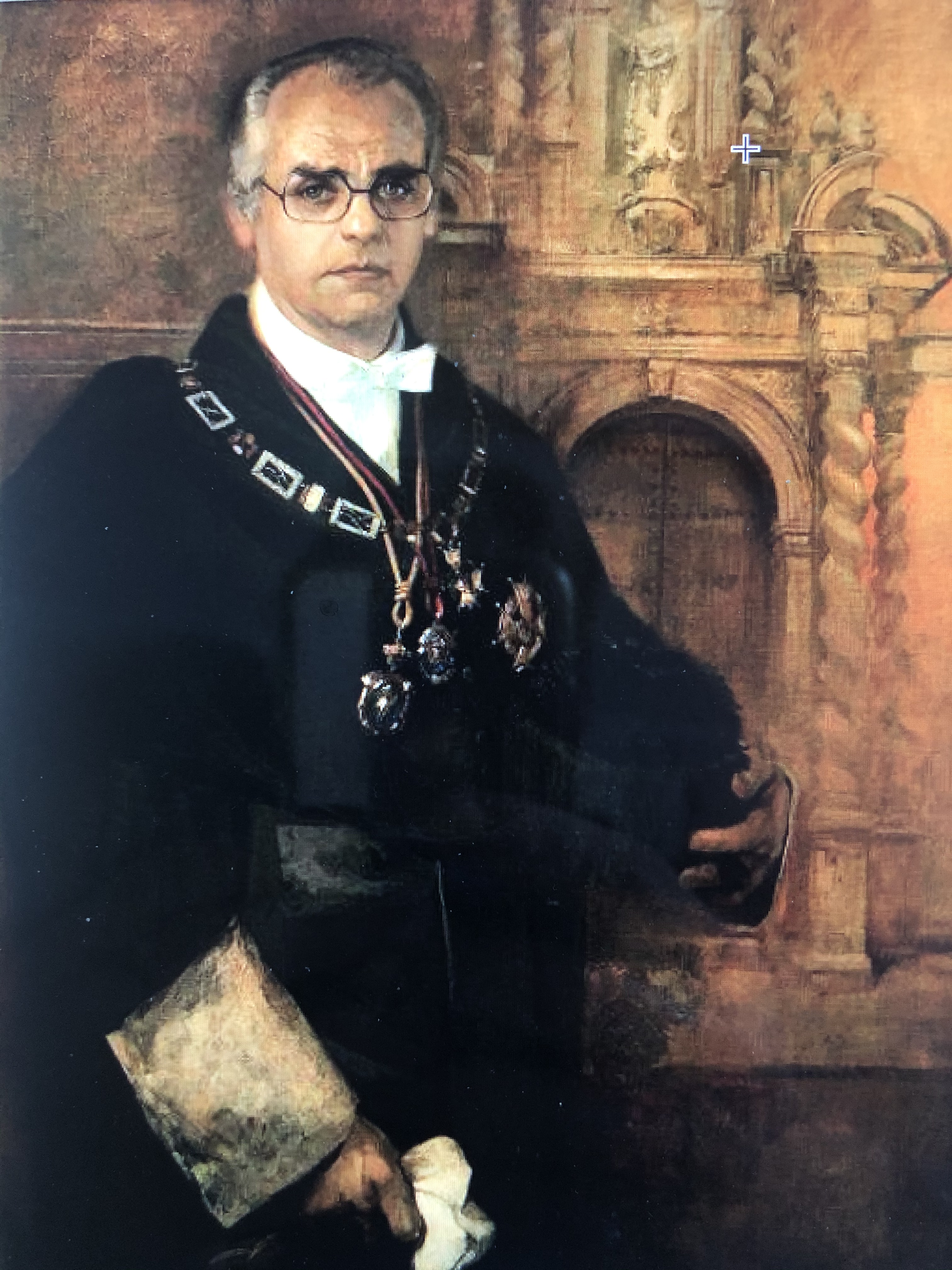
Excmo Sr. Rector José Vida Soria (retrato de Jesús Conde Ayala)

José Vida Soria (Granada, 19 de septiembre de 1937 - 3 de enero de 2019) fue un jurista, político y catedrático español de referencia en el Derecho del Trabajo y rector de la Universidad de Granada. También desarrolló una relevante actividad política durante la Transición española, como senador en la Legislatura Constituyente de España (1977-1979) y diputado en la Primera Legislatura (1979-1981), y, posteriormente, fue miembro del Consejo de Estado (1990-2003).  

## Biografía
De familia con larga tradición jurídica y universitaria, su abuelo Jerónimo Vida Vílchez, intelectual vinculado a la Institución Libre de Enseñanza, había sido catedrático de Derecho Político y Administrativo en la Universidad de Granada y un conocido abogado granadino. 
Comenzó sus estudios en Granada, primero en el Colegio de los Hermanos Maristas, cursando después los estudios de Derecho en la Universidad de Granada en 1959. Una vez trasladado a Madrid fue rector del Colegio Mayor César Carlos y se doctoró por la Universidad Complutense con Premio Extraordinario en 1962. Tras ampliar estudios en el extranjero obtuvo por oposición, en 1970, la Cátedra de Derecho del Trabajo de la Universidad de Salamanca. En 1975 pasó a desempeñar dicha cátedra en la Facultad de Derecho de la Universidad de Granada, donde prosiguió su labor docente e investigadora.
Paralelamente a su carrera académica realizó unas oposiciones, convirtiéndose en el número uno de la primera promoción de lo que posteriormente sería el Cuerpo de Letrados de la Seguridad Social, ejerciendo como secretario general técnico del Sistema Complementario de Pensiones de la Seguridad social española (Mutualismo Laboral).
A lo largo de su carrera política fue senador en la Legislatura Constituyente de España (1977-1979), durante la que formó parte de la Comisión Constitucional Mixta Congreso-Senado, encargada de dar la última versión de la Constitución española de 1978.
Asimismo fue diputado en la Primera Legislatura (1979-1981), durante la cual se recuerda que entró voluntariamente al Congreso de los Diputados, una vez que se había producido el golpe de Estado en España de 1981.
A su vuelta a la Universidad, fue el primer rector de la Universidad de Granada elegido democráticamente tras la dictadura, ejerciendo dicho cargo entre 1985 y 1990.
Fue, asimismo miembro electivo del Consejo de Estado desde diciembre de 1990 hasta julio de 2003.
En 2008 fue nombrado doctor honoris causa por la Universidad de Granada.

## Honores y condecoraciones
Entre los diversos honores y condecoraciones, destacan:
- Orden del Mérito Constitucional.
- Cruz de Honor de la Orden de San Raimundo de Peñafort.
- Medalla de Oro de a Universidad de Granada.
- Medalla de la Facultad de Derecho y de Farmacia de la Universidad de Granada.
- Miembro de la Academia Iberoamericana de Derecho del Trabajo.
- Miembro de Número de la Comisión general de Codificación (Sección de Derecho Público).
- Miembro de la Comisión Directiva de la Universidad para la Paz de las Naciones Unidas. Sección Española (1988)
- Miembro del Consejo Andaluz de Relaciones laborales (1989-1999)
- Una calle de la ciudad de Motril lleva su nombre.

Algunas de sus publicaciones más destacadas son las siguientes:
- Manual de Derecho del Trabajo (en colaboración con J.L. Monereo Pérez y C. Molina Navarrete); Granada, Comares, en su 8.ª ed. en 2010.
- Manual de Derecho Sindical (en colaboración con J.L. Monereo Pérez, C. Molina Navarrete, M.N. Moreno Vida); Granada, Comares, en su 5.ª edición en 2010.
- Manual de Seguridad Social (en colaboración con J.L. Monereo Pérez, C. Molina Navarrete y R. Quesada Segura); Madrid, Tecnos, en su 6.ª edición en 2010.
- Manual para la formación en prevención de riesgos laborales (Dirección y Coautoría); Valladolid, Lex Nova, en su 6.ª edición en 2010.
- La suspensión del contrato de trabajo. Estudio de las causas que afectan a la prestación del trabajador. Madrid, Instituto de Estudios Políticos, 1965.
- Acción protectora y estructura orgánica de la Seguridad Social. Libro colectivo realizado por un grupo de expertos bajo la dirección de los profesores Sagardoy y Vida Soria y la coordinación del profesor De La Villa, a partir de Informe para la Reforma de la Seguridad Social española encargado por el Ministerio de Planificación. Publicado por la Secretaria de Planificación. Presidencia del Gobierno, Madrid, 1977.
- Huelga, cierre patronal y conflictos colectivos de trabajo (en colaboración con J. Matia Prim, T. Sala Franco y F. Valdés Dal-Ré); Madrid, Civitas, 1981.
- La Carta Social Europea en la perspectiva de la Europa del año 2000 (Coloquio Internacional conmemorativo de los XXV años de la Carta Social Europea, Granada, 1988); Coordinación del libro en colaboración con M. Lezertua (Discurso inaugural, Organización y dirección del coloquio); Actas publicadas por el Ministerio de Trabajo, Madrid, 1989.
- Bases para la implantación de un segundo ciclo de nivel docente superior en los estudios de graduado social: (diplomado en relaciones laborales) (en colaboración con F.J. Prados de Reyes). Granada, Servicio de Publicaciones de la Universidad de Granada, 1991.
- La condición de nacionalidad en el acceso del personal a los empleos públicos. La situación respecto a la CCE (en colaboración con J.L. Monereo Pérez). Madrid, Ministerio para las Administraciones Públicas, 1991.
- La incidencia de la reforma del mercado laboral sobre la estructura, el empleo y las condiciones del mercado de trabajo en Andalucía (en colaboración con M.F. Fernández López, J. Cruz Villalón y M. Alcalde Castro). Sevilla, Junta de Andalucía, Consejería de Empleo y Desarrollo Tecnológico, 1997.
- Derecho de huelga y conflictos colectivos: estudio crítico de la doctrina jurídica, en colaboración con J.L. Monereo Pérez y otros autores; Granada, Comares, 2002.
- Jubilación 2003: régimen general y regímenes especiales. SOVI. Jubilación no contributiva y pensiones asistenciales de ancianidad (en colaboración con T. Sala Franco y J.A. Maldonado Molina); Valencia, Tirant lo Blanch, 2003.
- La situación jurídica y la responsabilidad de los servicios de prevención ajenos en el sistema normativo de la prevención de riesgos laborales: responsabilidades y controles a los que está sometida su actividad. Prólogo de Javier Minondo Sanz. Madrid, ASPA (Asociación de Servicios de Prevención Ajenos), 2004.
- “La esencia y la existencia del Derecho del Trabajo (Una revisión crítica del Concepto del Derecho del Trabajo y sus derivaciones conceptuales, dogmáticas y sistemáticas”, en Revista Derecho laboral, n.º 192, Montevideo, 1998.